# Bošnjaci
Bošnjaci är en ort i Kroatien.   Den ligger i länet Srijem, i den östra delen av landet, 230 km öster om huvudstaden Zagreb. Bošnjaci ligger 82 meter över havet och antalet invånare är 4 676.
Terrängen runt Bošnjaci är mycket platt. Runt Bošnjaci är det ganska tätbefolkat, med 60 invånare per kvadratkilometer. Närmaste större samhälle är Županja, 5,5 km nordväst om Bošnjaci. I omgivningarna runt Bošnjaci växer i huvudsak blandskog.